# Işıl Alben
Işıl Alben (22 de fevereiro de 1986) é uma basquetebolista profissional turca.

## Carreira
Işıl Alben integrou a Seleção Turca de Basquetebol Feminino, em Londres 2012 e Rio 2016.